# Carl Gustaf Wickman
Carl Gustaf Teodor Wickman, född 3 januari 1856 i Skånela socken, Stockholms län, död 5 maj 1921 i Adolf Fredriks församling, Stockholm, var en svensk socialdemokratisk politiker. 
Wickman hade en bakgrund som lantarbetare, möbelsnickare och vaktmästare i riksbanken. 1911–1921 var han riksdagsledamot i första kammaren, tillhörande Gävleborgs läns valkrets. I riksdagen skrev han sju egna motioner om bland annat lönefrågor, om ändring i bevillningsförordningen samt om att FK:s ledamöter bör placeras länsvis nedifrån och uppåt genom plenisalen på samma sätt som i AK.
Carl Gustaf Wickman var Socialdemokratiska arbetarepartiets (SAP) partisekreterare 1901–1911 och därefter dess partikassör fram till sin död. Han är begravd på Norra begravningsplatsen utanför Stockholm.

## SAP:s partiordförande?
I uppslagsverket Nationalencyklopedin listas Carl Gustaf Wickman som Socialdemokraternas (SAP) förste partiordförande (mellan åren 1900 och 1901). Nationalencyklopedin grundar detta på en redogörelse från den socialdemokratiska partistyrelsen för år 1900, i vilken Wickman under detta år anges ha blivit vald till ordförande i det verkställande utskottet (ett uppdrag i vilket det ingick att även vara partiordförande). SAP anger dock själva på sin webbplats Claes Tholin, som också han var ordförande i verkställande utskottet, som förste partiordförande (mellan 1896 och 1907).